# Diocesi di Cesena-Sarsina

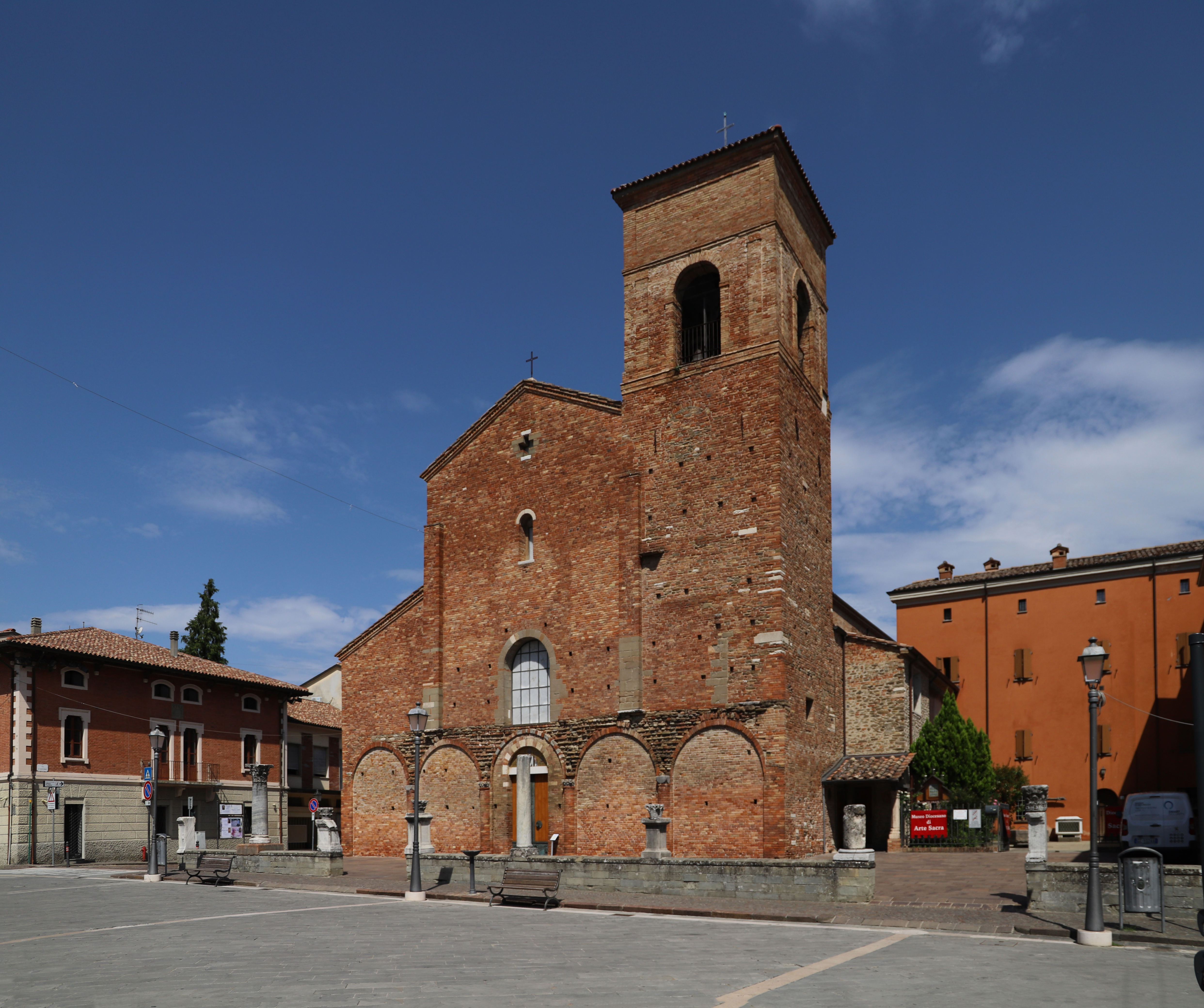
La concattedrale di San Vicinio a Sarsina

La diocesi di Cesena-Sarsina (in latino Dioecesis Caesenatensis-Sarsinatensis) è una sede della Chiesa cattolica in Italia suffraganea dell'arcidiocesi di Ravenna-Cervia, appartenente alla regione ecclesiastica Emilia-Romagna. Nel 2023 contava 162.985 battezzati su 173.215 abitanti. È retta dall'arcivescovo (titolo personale) Antonio Giuseppe Caiazzo.

## Territorio
La diocesi comprende la parte orientale della provincia di Forlì-Cesena ad eccezione di tre comuni e parzialmente di altri due, afferenti alla diocesi di Rimini. Si estende sui comuni di Bagno di Romagna, Montiano, Bertinoro, Mercato Saraceno, Cesena, Sarsina, Cesenatico, Sogliano al Rubicone, Civitella di Romagna, Gambettola, Roncofreddo, Gatteo, Verghereto e Longiano.
Sede vescovile è la città di Cesena, dove si trova la cattedrale di San Giovanni Battista. A Sarsina si trova la concattedrale di San Vicinio. A Cesena sorge anche la basilica minore dell'abbazia di Santa Maria del Monte.
Il territorio è suddiviso in 87 parrocchie.

### Zone e unità pastorali
Con decreto vescovile del 14 settembre 2008, le parrocchie della diocesi sono state raggruppate in 6 zone pastorali e 21 unità pastorali:
- Zona pastorale Urbana
- Zona pastorale Sarsina-Alta Valle del Savio
- Zona pastorale delle vie Cesenatico, Cervese e Ravennate
- Zona pastorale del Mare
- Zona pastorale Rubicone-Rigossa
- Zona pastorale Valle del Savio-Dismano

## Storia

### Sede di Cesena
Secondo la tradizione, la diocesi di Cesena fu eretta nel I secolo. La cronotassi tradizionale riporta un lungo elenco di vescovi, sulla cui esistenza storica o sulla cui attribuzione alla sede cesenate molti dubbi sono stati sollevati. Primi vescovi storicamente documentati sono quelli che la cronotassi tradizionale chiama Natale II e Concordio II, menzionati nelle lettere di Gregorio Magno, tra la fine del VI secolo e gli inizi del VII.
Nel 1159 papa Alessandro III, con la bolla Ad hoc sumus, confermò tutti i privilegi, i possedimenti e le giurisdizioni della Chiesa di Cesena, e pose la diocesi sotto l'immediata soggezione della Santa Sede. Dal XVI secolo Cesena entrò a far parte della provincia ecclesiastica dell'arcidiocesi di Ravenna.
Nel 1241 l'antica cattedrale di Cesena, che si trovava presso il castello, fu consegnata insieme con il castello all'imperatore Federico II che demolì entrambi gli edifici.
Il 27 maggio 1357 Cia degli Ordelaffi, moglie di Francesco II Ordelaffi, nemica dei vescovi di Cesena, ordinò l'incendio del campanile della cattedrale e del palazzo vescovile; anche numerose case di Cesena furono distrutte.
Nel 1376 le truppe mercenarie di Giovanni Acuto, guidate personalmente da Roberto, cardinale di Ginevra e futuro antipapa Clemente VII, si impadronirono di Cesena, che rifiutava di assoggettarsi allo Stato Pontificio, uccidendo centinaia di persone ed espellendone tutti gli abitanti. Dopo questo tragico avvenimento, noto come Massacro dei Bretoni, la cattedrale venne trasferita e ricostruita nel piano della città. Il benestare della Santa Sede giunse nel 1378; la costruzione della nuova cattedrale iniziò nel 1408.
Si deve al vescovo Odoardo Gualandi la costruzione e l'istituzione del seminario per la formazione dei preti nel 1569. Diversi furono i sinodi diocesani celebrati dai vescovi di Cesena nei secoli successivi.
Il 7 ottobre 1975 la Congregazione per i Vescovi decretò il passaggio dalla diocesi di Sansepolcro a quella di Cesena delle parrocchie della Valle del Savio comprese nel territorio comunale di Bagno di Romagna e di Verghereto.

### Sede di Sarsina
Incerte sono le origini della Chiesa sarsinatese. Tradizionalmente la sua fondazione è attribuita al IV secolo, epoca in cui avrebbe vissuto il protovescovo san Vicinio, attuale compatrono della diocesi.
Di molti onori, privilegi e concessioni fu arricchita la Chiesa di Sarsina dall'imperatore Corrado II nel 1026, all'epoca del vescovo Uberto I. Nel 1220 l'imperatore Federico II concesse al vescovo Alberico e ai suoi successori il dominio feudale e temporale su oltre settanta castella e pagi del territorio.
Se da un lato questo determinò un aumento del prestigio e della ricchezza della Chiesa di Sarsina, dall'altro causò anche dolorose conseguenze, per il predominio ed il controllo di queste terre. Nel 1265 il vescovo Guido fu ucciso per aver voluto difendere i beni ecclesiastici contro i tentativi di usurpazione di Alessandro Aldobrandi e Renerio. Nel XIV secolo anche i possedimenti temporali della Chiesa di Sarsina furono minacciati dagli Ordelaffi, con l'appoggio di qualche membro della Curia. La giurisdizione sulla città di Sarsina passò alla Camera apostolica, ma nel 1372 il vescovo Giovanni Numai la riottenne per sé i e per i suoi successori mediante una sentenza, confermata da papa Gregorio XI 1374.
Negli anni 80 del XIV secolo Sarsina e i castelli circostanti tornarono ad essere assoggettati alla signoria degli Ordelaffi, che li mantennero fino al 1406 quando la città passò sotto i Malatesta e i vescovi videro tramontare definitivamente il loro potere feudale. Nel 1515 il vescovo Galeazzo Corbara si accordò con i governanti del comune di Sansepolcro, nella parte fiorentina dell'Alta Valle del Tevere, per trasferire là la sede della diocesi, che avrebbe così preso la denominazione di Sansepolcro e Sarsina. Nonostante l'approvazione da parte di papa Leone X il progetto non ebbe esecuzione, probabilmente per il mancato sostegno della Repubblica fiorentina, che preferiva attribuire all'erigenda diocesi di Sansepolcro l'intero territorio altotiberino.
Nel XVII secolo il vescovo Nicolò Brauzi ebbe l'incauta idea di far rivalere i suoi antichi diritti temporali e la sua esenzione dalla Camera Apostolica. Forse per questo motivo, fu rinchiuso per molti anni da papa Paolo V nelle prigioni di Castel Sant'Angelo.
Sulle indicazioni del concilio di Trento, il vescovo Carlo Bovio istituì nel 1643 il seminario diocesano.
Durante il dominio napoleonico, nel 1803 fu stipulato tra la Santa Sede e la Repubblica Italiana un concordato che prevedeva la soppressione della diocesi di Sarsina assieme a quella di Bertinoro, «a condizione che le rispettive diocesi siano riunite di comune concerto ad altre diocesi vicine». Di fatto però questa decisione non fu mai ratificata da un provvedimento canonico pontificio, e il vescovo Nicola Casali poté rimanere sulla sua sede fino alla morte nel 1814.
Il 28 agosto 1824, in forza della bolla Dominici gregis di papa Leone XII, la sede di Sarsina, a causa della povertà della mensa episcopale, fu unita a quella di Bertinoro. L'unione, problematica soprattutto per la difficoltà di comunicazione tra le due sedi, fu revocata attorno al 1872, quando la diocesi di Sarsina tornò ad avere un proprio vescovo.
Il 7 luglio 1850 cedette una porzione di territorio a vantaggio dell'erezione della diocesi di Modigliana (oggi diocesi di Faenza-Modigliana). Queste parrocchie le furono restituite il 25 marzo 1908, in forza del decreto Anno millesimo della Congregazione Concistoriale.
Al momento della piena unione con Cesena, la diocesi di Sarsina comprendeva 33 parrocchie nei comuni di Sarsina (10), Bagno di Romagna (1), Civitella di Romagna (2), Mercato Saraceno (13), Sogliano al Rubicone (2) e Verghereto (5).

### Sedi unite
Il 1º maggio 1976 Augusto Gianfranceschi, vescovo di Cesena, fu nominato anche vescovo di Sarsina, unendo così in persona episcopi le due sedi.
Il 30 settembre 1986, in forza del decreto Instantibus votis della Congregazione per i Vescovi, fu stabilita la plena unione delle due diocesi e la nuova circoscrizione ecclesiastica ha assunto il nome attuale.

## Cronotassi dei vescovi
Si omettono i periodi di sede vacante non superiori ai 2 anni o non storicamente accertati.

### Vescovi di Cesena
- Filemone o Silemone † (? - 92 deceduto)
- Isidoro † (150)
- Ignazio I † (232)
- Floriano † (III secolo)[6]
- Natale I † (334)
- Concordio I † (350)[7]
- Gregorio † (361)
- Ignazio II † (403)
- Verano † (V secolo)
- Flaviano † (465 - 499 deceduto)
- Ignazio III † (circa 539)
- Severo † (circa 578 - 6 luglio 588 deceduto)
- Floro I † (588 - 589 deceduto)
- Natale II † (prima del 603)[8]
- Concordio II † (menzionato nel 603)
- Mauro I † (VII secolo)
- Floro II † (menzionato nel 680)
- Costantino † (menzionato nel 690)
- Candido † (menzionato nel 702)
- Marcello † (menzionato nel 709)
- Claudio † (menzionato nel 742)[9]
- Antonio (o Antonino) † (menzionato nel 769)
- Giovanni I † (menzionato nell'804)
- Romano † (menzionato nell'826)[10]
- Floro III † (prima dell'858 - dopo l'861)
- Pietro † (menzionato nell'877
- Ilaro † (prima dell'892
- Petronace † (menzionato nell'892
- San Mauro II, O.S.B. † (prima metà del X secolo)
- Costanzo † (seconda metà del X secolo)
- Goffredo † (menzionato nel 955)
- Guido † (prima del 967 - dopo il 973)
- Sergio † (prima del 997 - dopo il 1001)
- Manazio (o Marinace) † (prima del 1016 - dopo il 1026)
- Giovanni II † (prima del 1031 - dopo il 1053)
- Desiderio, O.S.B. † (menzionato nel 1057)
- Ildebrando † (circa 1065)[11]
- Gebizzo † (prima del 1083 ? - dopo il 1097)
- Ugo † (menzionato nel 1106)
- Benno † (prima del 1126 - dopo il 1141)
- Odone Fattiboni † (1155 - 1162)[12]
- Manfredi † (menzionato nel 1162/1163)
- Giovanni III † (documentato tra il 1157 e il 1175)
- Leonardo I, O.Cist. † (prima del 1175 - dopo il 1185 deceduto)
- Leto † (menzionato nel 1186)
- Oddo II † (1207 - dopo il 1223 deceduto)
- Manzino † (prima del 1232 - dopo il 1250)
- Michele, O.F.M. † (menzionato nel 1255)
- Francesco, O.P. † (menzionato nel 1263)
- Everardo (o Eberardo) di Sassonia, O.P. † (1266 - 1274 deceduto)
- Aimerico † (1274 - circa 1290 deceduto)
- Leonardo II † (17 giugno 1291 - 16 maggio 1312 deceduto)
- Giovanni delle Caminate † (2 marzo 1313 - 21 agosto 1322 deceduto)
- Gerardo d'Arglas † (15 marzo 1323 - 16 luglio 1324 nominato vescovo di Cervia)
- Tommaso de Muro † (16 luglio 1324 - 16 giugno 1326 nominato vescovo di Ancona)
- Ambrogio, O.E.S.A. † (25 luglio 1326 - 1332 deceduto)
- Giovanni Battista Acciaiuoli † (30 ottobre 1332 - 1342 deceduto)
- Bernardo de' Martellini, O.S.A. † (18 luglio 1342 - 1348 deceduto)
- Guglielmo Mirogli (o de' Miroli), O.F.M. † (3 ottobre 1348 - 1358 deceduto)
- Vitale, O.F.M. † (13 aprile 1358 - 1363 deceduto)
- Bencivenne † (11 marzo 1362 - 13 giugno 1364 deceduto)
- Lucio da Cagli † (11 dicembre 1364 - 9 gennaio 1374 nominato vescovo di Volterra)
  - Giovanni Bertet † (9 gennaio 1374 - 20 giugno 1380 nominato vescovo di Angoulême)[13] (antivescovo)
  - Zenobio † (circa 1383 - ?) (antivescovo)
- Luigi degli Aloisi † (1376 - ?)[14]
- Giacomo I † (1379 - ?)
- Giacomo II, O.Carm. † (1391 - ?)
- Giovanni VII † (menzionato nel 1394)
- Giacomo dei Saladini † (1398 - 1405)[15]
- Gregorio Malesardi, O.P. † (31 gennaio 1406 - 6 marzo 1419 deceduto)
- Vittore di Rimini, O.S.A. † (5 luglio 1419 - 1425 deceduto)
- Paolo Ferrante † (19 dicembre 1425 - 1431 deceduto)[16]
  - Agostino de Favaroni, O.E.S.A. † (13 giugno 1431 - 1435 dimesso) (amministratore apostolico)
- Antonio Malatesta † (5 dicembre 1435 - 1475 deceduto)
- Domenico Camisati † (1475 - 1475 deceduto)
- Giovanni Venturelli † (23 agosto 1475 - 23 agosto 1486 deceduto)
- Pietro Menzi † (11 maggio 1487 - 1504 deceduto)
- Fazio Giovanni Santori † (22 luglio 1504 - 10 marzo 1510 deceduto)
- Cristoforo Spiriti † (8 aprile 1510 - 5 novembre 1556 deceduto)
- Giovanni Battista Spiriti † (5 novembre 1556 succeduto - 1557 dimesso)
- Odoardo Gualandi † (7 dicembre 1557 - 1587 dimesso)
- Camillo Gualandi † (30 marzo 1588 - 11 febbraio 1609 deceduto)
- Michelangelo Tonti † (11 marzo 1609 - 21 aprile 1622 deceduto)
- Francesco Sacrati † (23 maggio 1622 - 6 settembre 1623 deceduto)
- Lorenzo Campeggi † (8 dicembre 1623 - 11 dicembre 1628 nominato vescovo di Senigallia)
- Pietro Bonaventura † (14 marzo 1629 - 23 luglio 1653 deceduto)
- Flaminio Marcellino † (21 aprile 1655 - 14 marzo 1677 deceduto)
- Giacomo Fantuzzi † (30 agosto 1677 - 29 novembre 1679 deceduto)
- Pietro Francesco Orsini di Gravina, O.P. † (22 gennaio 1680 - 18 marzo 1686 nominato arcivescovo di Benevento, poi eletto papa con il nome di Benedetto XIII)
- Jan Kazimierz Denhoff † (10 novembre 1687 - 20 giugno 1697 dimesso)
- Giovanni Fontana † (3 giugno 1697 - 2 marzo 1716 deceduto)
- Marco Battista Battaglini † (8 giugno 1716 - 19 settembre 1717 deceduto)
- Francesco Saverio Guicciardi † (24 gennaio 1718 - 18 gennaio 1725 deceduto)
- Giovanni Battista Orsi, C.O. † (21 marzo 1725 - 15 novembre 1734 dimesso)
- Guido Orselli † (17 novembre 1734 - 18 marzo 1763 deceduto)
- Francesco Aguselli † (18 luglio 1763 - 8 gennaio 1791 deceduto)
  - Sede vacante (1791-1795)
- Carlo Bellisomi † (22 settembre 1795 - 9 agosto 1808 deceduto)
  - Sede vacante (1808-1816)
- Francesco Saverio Maria Felice Castiglioni † (8 marzo 1816 - 4 agosto 1821 nominato officiale nella Curia Romana, poi eletto papa con il nome di Pio VIII)
- Antonio Maria Cadolini, B. † (19 aprile 1822 - 12 febbraio 1838 nominato vescovo di Ancona e Numana)
- Innocenzo Castracane degli Antelminelli † (12 febbraio 1838 - giugno 1848 deceduto)
- Enrico Orfei † (11 settembre 1848 - 23 marzo 1860 nominato arcivescovo di Ravenna)
- Vincenzo Moretti † (23 marzo 1860 - 27 marzo 1867 nominato vescovo di Imola)
  - Sede vacante (1867-1871)
- Paolo Bentini † (27 ottobre 1871 - 30 novembre 1881 deceduto)
- Giovanni Maria Strocchi † (27 marzo 1882 - 1887 deceduto)
- Alfonso Maria Vespignani † (1º giugno 1888 - 11 febbraio 1904 deceduto)
- Giovanni Cazzani † (5 agosto 1904 - 19 dicembre 1914 nominato vescovo di Cremona)
- Fabio Berdini † (4 giugno 1915 - 24 giugno 1926 dimesso[17])
- Alfonso Archi † (4 marzo 1927 - 4 dicembre 1938 deceduto)
- Beniamino Socche † (4 febbraio 1939 - 13 febbraio 1946 nominato vescovo di Reggio Emilia)
- Vincenzo Gili † (22 marzo 1946 - 30 novembre 1954 deceduto)
- Giuseppe Amici † (1º febbraio 1955 - 23 dicembre 1956 nominato arcivescovo di Modena)
- Augusto Gianfranceschi † (3 febbraio 1957 - 28 maggio 1977 ritirato)
- Luigi Amaducci † (28 maggio 1977 - 30 settembre 1986 nominato vescovo di Cesena-Sarsina)

### Vescovi di Sarsina
- San Vicinio † (IV secolo)
- San Rufino † (menzionato nel 426)
- Valerio † (menzionato nel 430)
- Fausto † (437 - 459 deceduto)
- Probo † (460 - 494 deceduto)
- Lorenzo † (495 - 514 deceduto)[18]
- Adeodato † (515 - 531 deceduto)
- Felice † (532 - 548 deceduto)
- Sergio † (550 - ?)[19]
- Giusto † (613 - 636 deceduto)
- Donato † (637 - 667 deceduto)
  - Sede vacante (667-670)
- Stefano † (670 - 701 deceduto)
- Fortunato † (702 - 730 deceduto)
  - Sede vacante (730-734)
- Vittore † (734 - 769 deceduto)
- Benno † (770 - 815 deceduto)
- Sant' Apollinare † (prima dell'858 - dopo l'861)
- Lupo † (circa 875 - circa 879)
- Fiorenzo † (930 - 955 deceduto)
- Placido † (955 - 965 deceduto)
- Giovanni I † (prima del 967 - dopo il 969)
- Alessandro † (997 - 1024 deceduto)
- Uberto I † (1025 - 1050 deceduto)
- Martino † (1051 - 1053)
- Uberto II † (1054 - 1055)
- Enrico I † (1056 - 1070)
- Alboardo † (1070 - 1084 deceduto)
- Geremia † (1085 - 1102 deceduto)
- Domenico † (1103 - 1138 deceduto)
- Divizone † (1139 - 1149 deceduto)
- Uberto III † (1150 - 1161 deceduto)
- Amizo † (1165 - 1176 deceduto)
- Alberico † (1176 - 1221 deceduto)[20]
- Alberto † (1222 - 1229 deceduto)[21]
- Rufino † (1230 - 1257)
- Giovanni II † (1258 - 1264 deceduto)
- Guido, O.Cist. † (1265 - 1º settembre 1266 deceduto)
- Grazia † (20 febbraio 1266 - 1271 deceduto)
- Enrico II † (1271 - 1302 deceduto)
  - Sede vacante (1302-1305)
- Uguccio, O.F.M. † (1305 - 1326 deceduto)
- Francesco de' Calboli † (7 gennaio 1327 - 1360 deceduto)
- Giovanni Numai † (3 settembre 1361 - 1385 deceduto)
  - Marco † (1385 - 6 ottobre 1399 nominato vescovo di Marsico Nuovo) (antivescovo)
- Benedetto Matteucci Accorselli, O.P. † (10 agosto 1386 - 1395 deceduto)
- Giacomo da Sanseverino, Betl. † (29 marzo 1395 - 1398 dimesso)
- Gianfilippo Negusanti, Betl. † (26 ottobre 1398 - 1445 deceduto)
- Daniele di Arluno, C.R.S.A. † (27 gennaio 1445 - 27 ottobre 1449 nominato vescovo di Forlì)
- Mariano Farinata † (27 ottobre 1449 - 1451 deceduto)
- Fortunato Pellicani † (5 luglio 1451 - 1474 deceduto)
- Antonio Monaldo † (18 dicembre 1474 - 1503 deceduto)
- Galeazzo Corvara † (4 dicembre 1503 - ? deceduto)
- Giovanni Antonio Corvara † (18 maggio 1523 - ? deceduto)[22]
- Raffaele Alessandrini, O.F.M. † (9 dicembre 1524 - 1530 deceduto)
- Lelio Pio Rotelli † (9 dicembre 1530 - 1580 deceduto)
- Leandro Rotelli † (1580 succeduto - 1580 o 1581 deceduto)
- Angelo Peruzzi † (3 aprile 1581 - 1600 deceduto)
- Nicolò Brauzi † (15 luglio 1602 - 1632 deceduto)
- Amico Panico † (24 novembre 1632 - 4 dicembre 1634 nominato vescovo di Recanati e Loreto)
- Carlo Bovio † (29 gennaio 1635 - 24 maggio 1646 deceduto)
- Cesare Righini † (3 dicembre 1646 - dicembre 1657 deceduto)
- Francesco Gaetano † (1º aprile 1658 - giugno 1659 deceduto)
- Federico Martinotti † (14 marzo 1661 - 1677 deceduto)
- Francesco Crisolini † (14 marzo 1678 - 1682 deceduto)
  - Sede vacante (1682-1685)
- Bernardino Marchesi † (24 maggio 1685 - febbraio 1689 deceduto)
  - Sede vacante (1689-1699)
- Giovanni Battista Braschi † (1º giugno 1699 - 14 maggio 1718 dimesso)
  - Sede vacante (1718-1733)[23]
- Giambernardino Vendemini † (11 maggio 1733 - 21 settembre 1749 deceduto)
- Giovanni Paolo Calbetti † (1º dicembre 1749 - 1º marzo 1760 deceduto)
- Giovanni Battista Mami † (21 aprile 1760 - 21 marzo 1787 deceduto)
- Nicola Casali † (23 aprile 1787 - 1814 deceduto)
  - Sede vacante (1814-1817)
- Carlo Monti † (14 aprile 1817 - 25 maggio 1818 nominato vescovo di Cagli)
- Pietro Balducci † (25 maggio 1818 - 27 settembre 1822 nominato vescovo di Fabriano e Matelica)
  - Sede vacante (1822-1824)
  - Sede unita a Bertinoro (1824-1872)
- Tobia Masacci † (23 febbraio 1872 - 17 gennaio 1880 deceduto)
- Dario Mattei Gentili † (27 febbraio 1880 - 1º giugno 1891 nominato vescovo di Città di Castello)
- Enrico Graziani † (11 luglio 1892 - 9 ottobre 1897 deceduto)
- Domenico Riccardi † (24 marzo 1898 - 16 marzo 1910 deceduto)
- Eugenio Giambro † (10 febbraio 1911 - 22 maggio 1916 nominato vescovo di Nicastro)
- Ambrogio Riccardi † (1º luglio 1916 - 12 ottobre 1922 deceduto)
- Antonio Scarante † (11 dicembre 1922 - 30 giugno 1930 nominato vescovo di Faenza)
- Teodoro Pallaroni † (17 aprile 1931 - 17 aprile 1944 deceduto)
- Carlo Stoppa † (2 ottobre 1945 - 27 dicembre 1948 nominato vescovo di Alba)
- Emilio Biancheri † (18 maggio 1949 - 7 settembre 1953 nominato vescovo di Rimini)
- Carlo Bandini † (17 ottobre 1953 - 1º maggio 1976 ritirato)
- Augusto Gianfranceschi † (1º maggio 1976 - 28 maggio 1977 ritirato)
- Luigi Amaducci † (28 maggio 1977 - 30 settembre 1986 nominato vescovo di Cesena-Sarsina)

### Vescovi di Cesena-Sarsina
- Luigi Amaducci † (30 settembre 1986 - 27 ottobre 1990 nominato arcivescovo di Ravenna-Cervia)
- Lino Esterino Garavaglia, O.F.M.Cap. † (25 marzo 1991 - 3 dicembre 2003 ritirato)
- Antonio Lanfranchi † (3 dicembre 2003 - 27 gennaio 2010 nominato arcivescovo-abate di Modena-Nonantola)
- Douglas Regattieri (8 ottobre 2010 - 7 gennaio 2025 ritirato)
- Antonio Giuseppe Caiazzo, dal 7 gennaio 2025

## Statistiche
La diocesi nel 2023 su una popolazione di 173.215 persone contava 162.985 battezzati, corrispondenti al 94,1% del totale.
| anno                      | popolazione | popolazione | popolazione | presbiteri | presbiteri | presbiteri | presbiteri                | diaconi | religiosi | religiosi | parrocchie |
| anno                      | battezzati  | totale      | %           | numero     | secolari   | regolari   | battezzati per presbitero | diaconi | uomini    | donne     | parrocchie |
| ------------------------- | ----------- | ----------- | ----------- | ---------- | ---------- | ---------- | ------------------------- | ------- | --------- | --------- | ---------- |
| Diocesi di Cesena         |             |             |             |            |            |            |                           |         |           |           |            |
| 1950                      | 96.500      | 97.000      | 99,5        | 178        | 124        | 54         | 542                       |         | 81        | 206       | 67         |
| 1959                      | 110.700     | 110.920     | 99,8        | 189        | 138        | 51         | 585                       |         | 53        | 218       | 74         |
| 1970                      | 124.912     | 125.000     | 99,9        | 190        | 136        | 54         | 657                       | 1       | 72        | 238       | 81         |
| 1980                      | 152.000     | 152.500     | 99,7        | 201        | 151        | 50         | 756                       |         | 58        | 176       | 108        |
| Diocesi di Sarsina        |             |             |             |            |            |            |                           |         |           |           |            |
| 1950                      | 26.000      | 26.000      | 100,0       | 66         | 66         | -          | 393                       |         |           | 44        | 55         |
| 1970                      | 13.000      | 13.000      | 100,0       | 46         | 46         | -          | 282                       |         |           | 17        | 52         |
| 1980                      | 13.200      | 13.500      | 97,8        | 34         | 34         | -          | 388                       |         |           | 12        | 52         |
| Diocesi di Cesena-Sarsina |             |             |             |            |            |            |                           |         |           |           |            |
| 1990                      | 153.200     | 154.000     | 99,5        | 207        | 160        | 47         | 740                       | 5       | 64        | 133       | 122        |
| 1999                      | 154.500     | 155.900     | 99,1        | 193        | 152        | 41         | 800                       | 16      | 50        | 125       | 122        |
| 2000                      | 154.500     | 155.900     | 99,1        | 192        | 151        | 41         | 804                       | 16      | 50        | 125       | 121        |
| 2001                      | 155.000     | 157.970     | 98,1        | 183        | 144        | 39         | 846                       | 17      | 48        | 110       | 104        |
| 2002                      | 157.970     | 160.000     | 98,7        | 182        | 143        | 39         | 867                       | 17      | 48        | 110       | 104        |
| 2003                      | 155.970     | 157.837     | 98,8        | 178        | 141        | 37         | 876                       | 18      | 46        | 110       | 104        |
| 2004                      | 155.900     | 157.900     | 98,7        | 173        | 136        | 37         | 901                       | 20      | 46        | 110       | 101        |
| 2006                      | 160.000     | 167.000     | 95,8        | 166        | 126        | 40         | 963                       | 26      | 49        | 92        | 101        |
| 2013                      | 159.700     | 168.600     | 94,7        | 148        | 111        | 37         | 1.079                     | 32      | 44        | 76        | 96         |
| 2016                      | 170.638     | 173.948     | 98,1        | 138        | 105        | 33         | 1.236                     | 42      | 42        | 83        | 95         |
| 2019                      | 167.503     | 172.043     | 97,4        | 146        | 103        | 43         | 1.147                     | 44      | 56        | 60        | 94         |
| 2021                      | 161.301     | 174.494     | 92,4        | 139        | 90         | 49         | 1.160                     | 47      | 62        | 60        | 94         |
| 2023                      | 162.985     | 173.215     | 94,1        | 129        | 77         | 52         | 1.263                     | 47      | 65        | 62        | 87         |

### Per la sede di Cesena
- Francesco Lanzoni, Le diocesi d'Italia dalle origini al principio del secolo VII (an. 604), vol. II, Faenza, 1927, pp. 714–721
- Giuseppe Cappelletti, Le Chiese d'Italia della loro origine sino ai nostri giorni, vol. II, Venezia, 1844, pp. 525–556
- (LA)  Pius Bonifacius Gams, Series episcoporum Ecclesiae Catholicae, Leipzig, 1931, pp. 681–683
- (LA)  Konrad Eubel, Hierarchia Catholica Medii Aevi, vol. 1, p. 154; vol. 2, p. 113; vol. 3, p. 144; vol. 4, p. 127; vol. 5, p. 134; vol. 6, pp. 137–138

### Per la sede di Sarsina
- (EN)  Scheda della diocesi su Catholic Hierarchy
- (EN)  Scheda della diocesi su Giga Catholic
- Francesco Lanzoni, Le diocesi d'Italia dalle origini al principio del secolo VII (an. 604), vol. I, Faenza, 1927, pp. 503–504
- Giuseppe Cappelletti, Le Chiese d'Italia della loro origine sino ai nostri giorni, vol. II, Venezia, 1844, pp. 481–523
- Gaetano Moroni, Dizionario di erudizione storico-ecclesiastica, vol. LXI, Venezia, 1853, pp. 201–217
- (LA)  Bolla Dominici gregis, in Bullarii romani continuatio, Tomo XVI, Romae, 1854, pp. 113–115
- (LA)  Pius Bonifacius Gams, Series episcoporum Ecclesiae Catholicae, Leipzig, 1931, pp. 724–725
- (LA)  Konrad Eubel, Hierarchia Catholica Medii Aevi, vol. 1, pp. 436–437; vol. 2, pp. 230–231; vol. 3, p. 293; vol. 4, p. 306; vol. 5, p. 346; vol. 6, pp. 368–369